# Micrapate scapularis
Micrapate scapularis är en skalbaggsart som först beskrevs av Henry Stephen Gorham 1883.  Micrapate scapularis ingår i släktet Micrapate och familjen kapuschongbaggar. Inga underarter finns listade i Catalogue of Life.